# Idioma marso
El marso era una lengua osco-umbra estrechamente emparentada con el umbro hablada en el área habitada por los antiguos marsos (Cuenca del Fucino, en los actuales Abruzzos) en I milenio a. C. 
Las inscripciones más tempranas datan de entre el 300 y el 150 a. C., e incluyen un interesante bronce hallado en el lago Funcino, el cual parece llevar grabada una ofrenda votiva a la diosa Angitia, si A(n)ctia, como es probable, era la forma local de su nombre. El marso se diferenciaba poco del latín de esa época; formas contraídas, como Fougno en lugar de Fucino, serían solo cuestión de ortografía. En sílabas finales, los diptongos ai, ei y oi, todos aparecen como e. Por otro lado, la forma más antigua del nombre de la tribu (dat. plur. Martses = Lat. Martiis) muestra su derivación y exhibe la asibilación de -Tio- en -Tso-, propios del idioma osco pero extraño en el latín clásico.
Las tres inscripciones que han llegado hasta nuestros días, de los siglos III a. C. y II a. C., están escritas en alfabeto latino.
A continuación se muestra una inscripción breve del marso, encontrada en la Civita d'Antino:
Tansliteralización: Pacos Pacuies medis Vesune dunom dede Caios Cumnios cetur. 
En latín
Pacus Pacuvius magistratus Vesonae donum dedit Caius Cumnius censor. 
En español:
Paco Pacuvio del magistrado Vesona dio el don al censor Caio Comnio.
A continuación se muestra otras inscripciones marsas más largas:
Inscripción I:
Caso Cantouios apruf clano ceip apur finem esalicom en urbid Casontonio socieque dunom atoer Actia pro legionibus martses.
En latín: 
Caso Cantovius approba clinare cippe apud finem infandum in urbi Casontonio socieque donum ater Angitia pro legionibus martiis.
En español:
Caso Cantovio, aprueba inclinar el poste cerca del fin indeseable en la ciudad Casontonio socia y el don oscuro de Angitia para las legiones marsas.
Inscripción II:
Aninus uecos Ualentud ne dunom dant. Uecos supn uictorie seinq dunom dedet lubs mereto queistores sa Magio stf pac Anaiedio st.
En latín:
Animus vicus Valentudo ne donum dant. Vicus supine victoriae sine donum dedit libis merito quaestores sa Magium stf Pac Anaiedium st.
En español:
Animo distrito Valentudo ni don dan. El distrito descuidado sin victoria dio el don agradable de mérito a los cuestores sa Magio stf Pac Anaiedio st.